# ミッキー・ルーニー
ミッキー・ルーニー（Mickey Rooney, 1920年9月23日 - 2014年4月6日）は、アメリカの俳優、歌手、エンターテイナー。身長は160cmと小柄であった。

## 来歴

### 子役時代
ニューヨーク州のブルックリンでヴォードヴィル芸人の親の元に生まれる。なお、生名は「ジョセフ・ユール Jr.（Joseph Yule Jr.）」であった。
幼少時からボードヴィル・ショーに出演し、初舞台は生後17か月の時であった。その後両親の離婚に伴いカリフォルニア州のハリウッドに移り、4歳の時に映画デビューした。

### 人気子役
ハリウッドに移った後は、10歳で当時隆盛を誇ったメトロ・ゴールドウィン・メイヤーの専属となり、1933年に公開された『紐育・ハリウッド』を皮切りにミュージカル作品を中心に人気子役として活躍をつづけた。

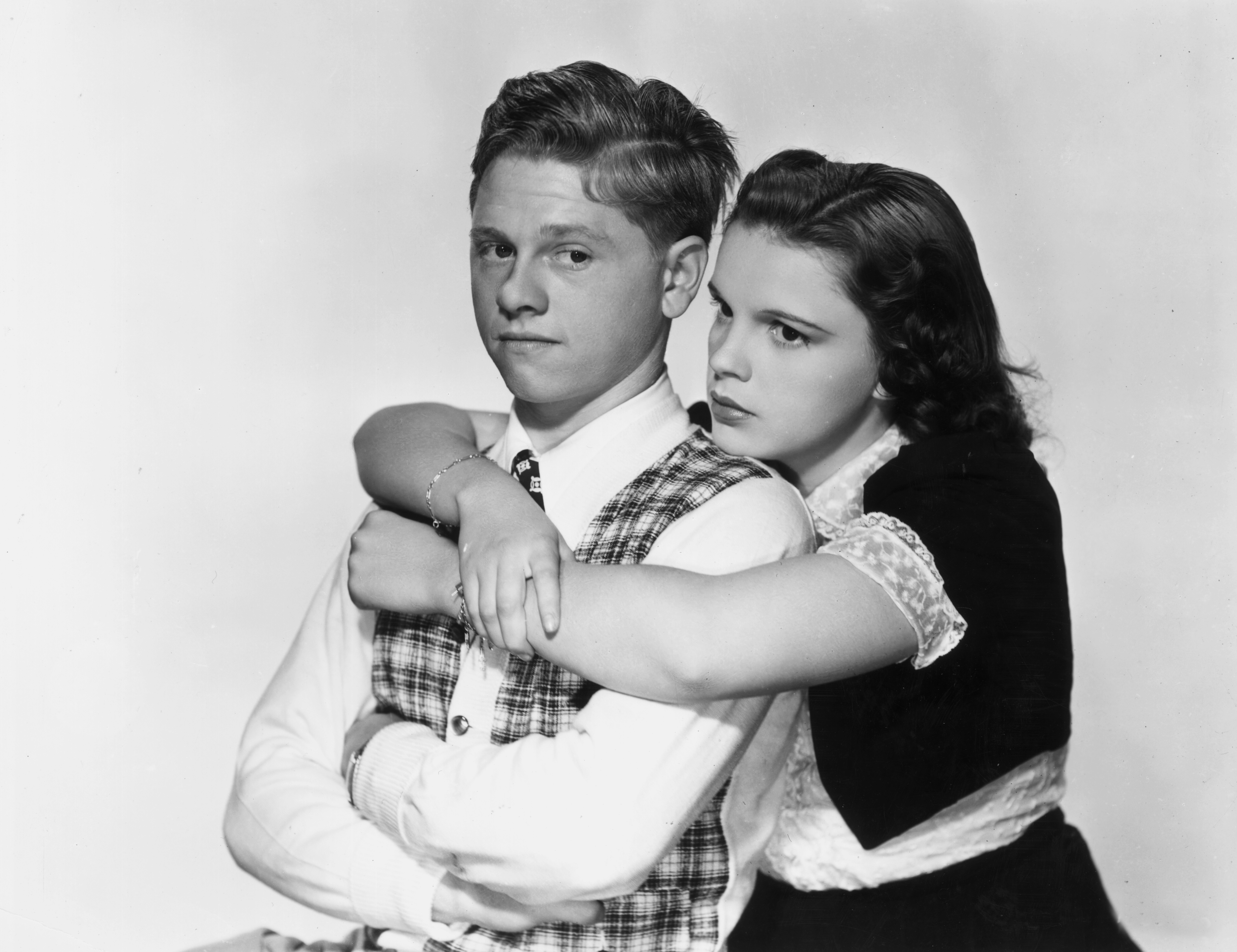
『初恋合戦』(1938)のルーニーとジュディ・ガーランド

1937年、ルーニーは『A Family Affair』のアンディ・ハーディ役に選ばれた。ライオネル・バリモア演じるジェイムス・K・ハーディ判事のコミカルな息子を演じた。予期せずヒットし、1937年から1946年までハーディ・シリーズとしてさらに13作が、1958年に最後の作品が制作された。なお2作目以降のハーディ判事役は、多くのサイレント映画で主演していたルイス・ストーンが演じた。
作家のバリー・モヌシュによると、MGMはハーディ・シリーズを家族全員が楽しめる作品にしたかった。ルーニーのキャラクターは小心者で活発で女好きな典型的なティーンエイジャーで、意図せずシリーズの主役となっていった。シリーズに関して「甘く、非常に理想化され、代り映えしない」とする批評家もいるが、この大ヒットはアメリカの小さな田舎町を当時の世相に沿って描いたことが受け入れられ、親たちはルーニーに理想の息子のイメージを思い描いた。
プライベートでも役柄と類似して活発で女好きなティーンエイジャーであった。『Stablemates』で共演したウォーレス・ビアリーはルーニーを「ガキ」だが「素晴らしい俳優」と評した。MGM社長のルイス・B・メイヤーはルーニーのパブリックイメージを操作する必要があるとして、歴史家のジェーン・エレン・ウェインは以下のように記した:
| 「 | メイヤーは全ての子役に対して自然に父親のように振舞っていた。ある時ルーニーは「やりたくない。不可能なことばかりさせられる」とわがままを言い、メイヤーはルーニーの襟元を掴み「私の言うことを聞け。プライベートでどう過ごそうと構わない。公の場でそういう行動をするな。人前では良い振舞いをしろ。君のファンたちはそれを求めている。君はアンディ・ハーディだ。君こそがアメリカだ。君こそが星条旗だ。正しい行動をしろ。君はシンボルなんだ」と語り、ルーニーは頷いた。ルーニーは「正しい行動をします。メイヤーさん。約束します」と語った。メイヤーは襟を放し「よろしい」と言った。 | 」 |

50年後、ルーニーはメイヤーとのやり取りは映画の主役スターに成長する過程で必要だったと後になって気付いたとして「皆が彼に頭を下げたが、彼も相手も互いに聞く耳を持っていた。そして互いに納得する。彼は撮影所に顔を出し、皆と話した。彼はコスモポリタニズムに則り民主的に進めたかったのだ」と語った。

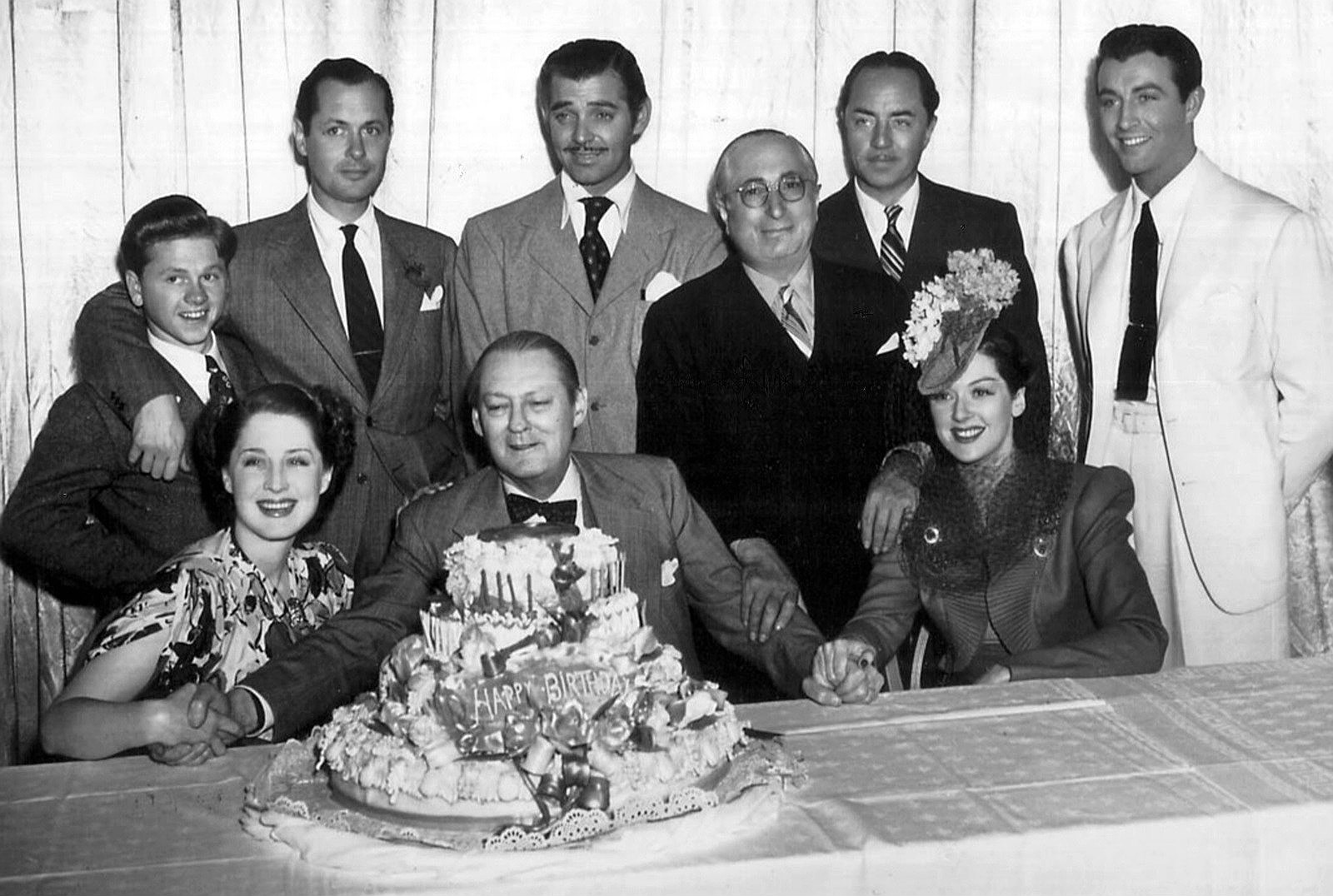
1939年、ライオネル・バリモアの61歳の誕生日。後列左よりルーニー、ロバート・モンゴメリー、クラーク・ゲーブル、ルイス・B・メイヤー、ウィリアム・パウエル、ロバート・テイラー、前列左よりノーマ・シアラー、ライオネル・バリモア、ロザリンド・ラッセル

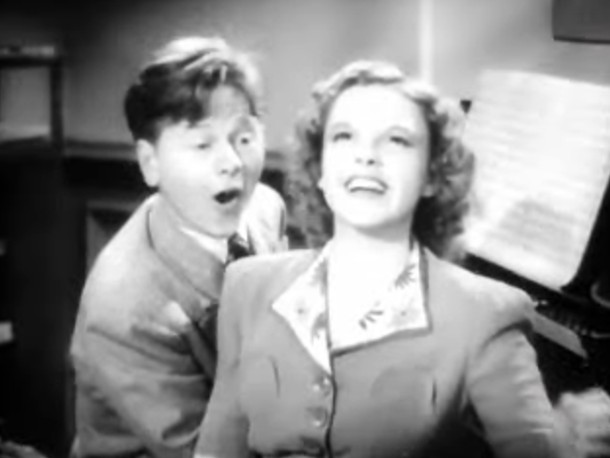
『青春一座』(1939年)のルーニーとジュディ・ガーランド

1937年、『サラブレッド・ドント・クライ』で同じく子役として人気が高かったジュディ・ガーランドと初共演した。ガーランドとルーニーは歌って踊るコンビとしてペアを組み『ブロードウェイ』などの数々の作品に出演し大ヒット作を連発し、親しい友人となった。二大スターの息の合ったコンビネーションは観客に好評であった。ルーニーが主演したアンディ・ハーディ・シリーズのうち3作で、ガーランドはアンディに想いを寄せる少女を演じた。他に2人は『青春一座』（1939年）を含む数々のヒット・ミュージカルで共演した。19歳の頃、『青春一座』でのミッキー・モラン役の演技で第12回アカデミー賞主演男優賞にノミネートされ、史上2番目に若い主演男優賞ノミネートとなった。1992年、ドキュメンタリー映画『MGM: When the Lion Roars』でのインタビューで、ガーランドとの友情について以下のように語った:
| 「 | ジュディと私はまるで同じ母体から生まれたかのようにとても親しかった。兄妹とは違うが、恋愛感情でもなかった。恋愛以上のもので、互いの想いの深さを説明するのは非常に難しい。とても特別なものであった。永遠の愛である。ジュディは（亡くなって23年経つが）いつも私の心の中に存在する。 | 」 |

ルーニーは次々と映画やラジオなどへの出演を果たすなど、1930年代には一躍スターダムにのし上がり、1939年には第11回アカデミー賞で子役賞を受賞した。

### カムバック
1941年12月にアメリカが第二次世界大戦に参戦した後、アメリカ軍の米国慰問協会に加わったのち1944年にアメリカ陸軍に入隊し終戦までの間軍隊生活を送る。なお、入隊に先立つ1942年に女優エヴァ・ガードナーと結婚するも、間もなく破局した。なお、ルーニーは生涯で8回結婚している。
1945年9月に第二次世界大戦から復員し、映画界に戻るものの、その後子役時代のイメージが抜けず、一時期スランプに陥る。身長5フィート1インチ (1.55 m)から5フィート2インチ (1.57 m)で、年齢的にもはや10代の役もできず、男性主人公を演じるには身長が足りないことが多かった。1948年、『ワーズ&ミュージック』がガーランドとの最後の共演映画となった。1948年夏、CBSの連続ラジオ・ドラマ『Shorty Bell』に出演し、1949年から1950年、アンディ・ハーディ・シリーズのラジオ版で多くのオリジナル・キャストと共に出演した。
1950年代に入り性格俳優としてイメージチェンジしたことや、テレビショーに出たことで人気が持ち直し再び人気俳優となる。

### 性格俳優

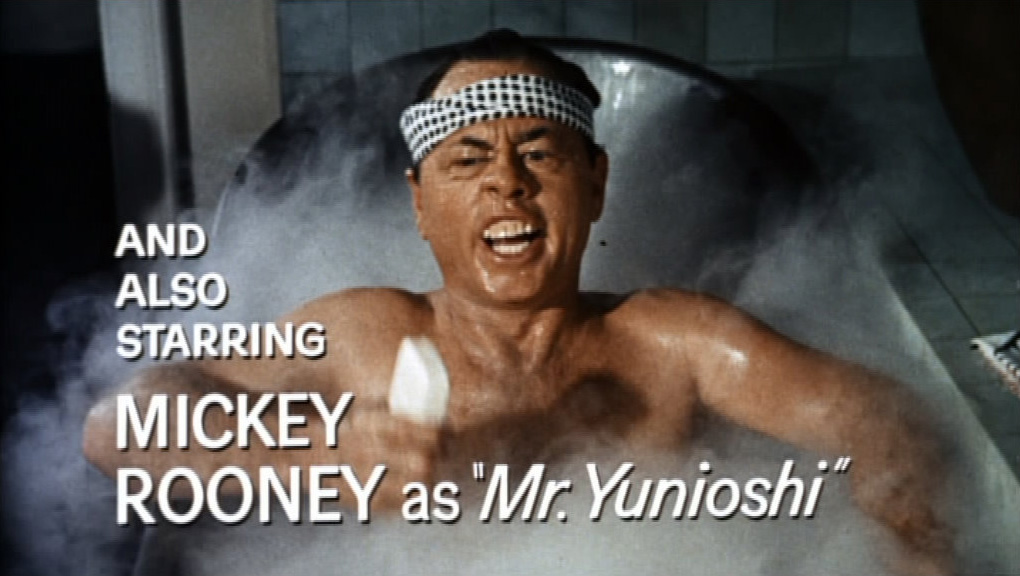
『ティファニーで朝食を』のワンシーン

その後は1950年代から1960年代にかけていくつかの映画製作に携わった他、『ティファニーで朝食を』などの名作に重要な脇役として出演し、数回にわたりアカデミー助演男優賞の候補に挙がる。
『ティファニーで朝食を』において白人であるルーニーが演じたユニオシは日系アメリカ人という設定であるが、アメリカ社会におけるステレオタイプな悪意に満ちた日本人像（黒ぶちの眼鏡、出っ歯、低身長など）で描かれていた。
だが当時のアメリカは民族差別が公然と行なわれる人権後進国であり、公民権運動もまだ緒に付いたばかりで、映画表現においても日本人をはじめとするマイノリティへの民族差別表現は決してタブーではなかった。ルーニーや監督のブレイク・エドワーズが突出した人種差別主義者（レイシスト）だったわけではなく、ルーニー自身その後の人生において人種差別的な政治的活動に参加したり展開したことはないが、負のスティグマはルーニーについて回り、俳優を続けるにあたりその弁明をせざるを得なくなっている。

#### ブロードウェイ

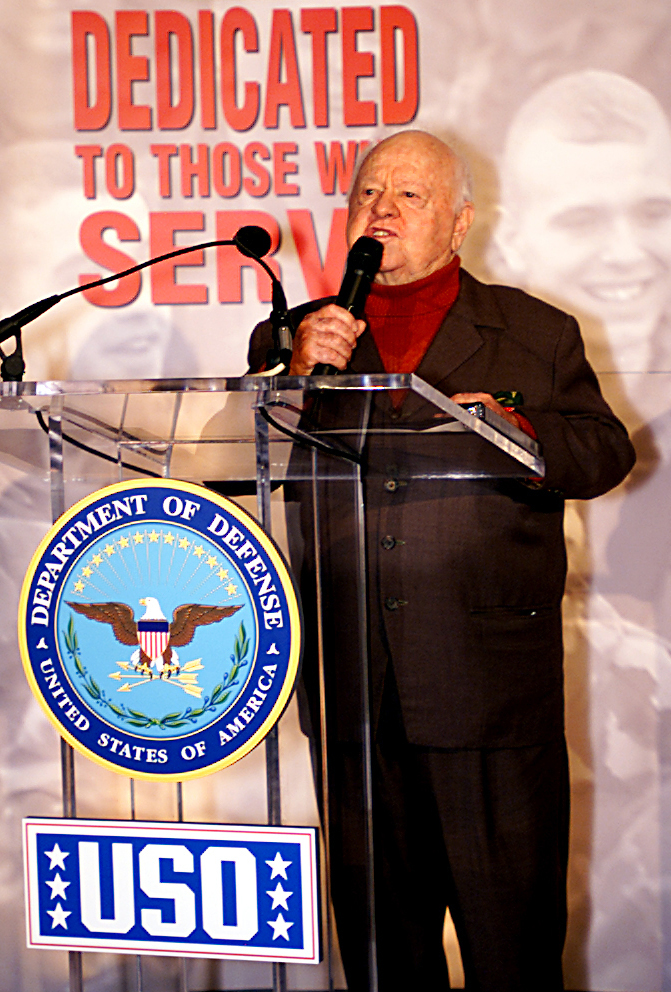
アメリカ軍慰問団のセレモニーにて（2000年）

映画やテレビなどで活躍を続ける中、1979年にブロードウェイ・デビューという大きな転機が訪れた。バーレスク時代を懐古するミュージカル・レビュー『Sugar Babies 』に元MGMのダンサーでありスターであるアン・ミラーと共に出演し称賛を受けた。5年かけてニューヨークで1,208回上演後、ツアー公演に出演し、ロンドンで8ヶ月公演を行なった。共演者のミラーはルーニーについて「休演することも、アドリブの機会をのがすことも、台詞をとちることもなかった」と語った。伝記作家アルヴィン・マリルは「59歳というブロードウェイ遅咲きのデビューでショービズ界のトップに返り咲いた」と記した。
その後、スティーヴン・ソンドハイムの『ローマで起こった奇妙な出来事』スードラス役でツアー公演に出演した:351。1990年代、『ウィル・ロジャース・フォーリーズ』閉幕までの数か月間、ウィルの亡き父の霊役で再びブロードウェイの舞台に立った:547。
1990年代半ば、『The Mind with the Naughty Man 』でカナダのディナー・シアターを巡るツアー公演に出演した:548。1998年、マディソン・スクエア・ガーデンにて『オズの魔法使い』にアーサー・キット（のちにジョアン・ウォーリーに交代）と共に出演し、魔法使い役を演じた:489。

### 晩年
ミュージカルからコメディ、シリアスドラマまでをこなすその高い演技力は称賛の的となり、1983年には映画界への貢献を称えられてアカデミー賞名誉賞を受賞した。
90歳を過ぎた晩年も現役俳優として、「ナイト ミュージアム」シリーズなどの数々の映画の大作やテレビドラマ、ショーに出演し活躍を続けた。
2014年4月6日、死去。93歳没。

## 主な出演作
| 公開年 | 邦題 原題                                                                    | 役名                             | 備考                             |
| ------ | ---------------------------------------------------------------------------- | -------------------------------- | -------------------------------- |
| 1932   | 街の野獣 The Beast of the City                                               | ミッキー・フィッツパトリック     | クレジットなし                   |
| 1932   | ファスト・コンパニオンス Fast Companions                                     | ミッジ                           |                                  |
| 1932   | ギャング撃滅 High Speed                                                      | バディ・ホイップル               |                                  |
| 1933   | 男の一頁 The Life of Jimmy Dolan                                             | フレックレス                     | クレジットなし                   |
| 1933   | 紐育・ハリウッド Broadway to Hollywood                                       | テッド・ハケット3世（幼少期）    |                                  |
| 1934   | 男の世界 Manhattan Melodrama                                                 | ブラッキー                       |                                  |
| 1935   | 真夏の夜の夢 A Midsummer Night's Dream                                       | パック                           |                                  |
| 1935   | 噫、初恋 Ah, Wilderness!                                                     | トミー                           |                                  |
| 1935   | 港に異常なし Riffraff                                                        | ジミー                           |                                  |
| 1936   | 小公子 Little Lord Fauntleroy                                                | ディック                         |                                  |
| 1936   | 腕白時代 The Devil Is a Sissy                                                | スティーヴンス                   |                                  |
| 1937   | 我は海の子 Captains Courageous                                               | ダン                             |                                  |
| 1937   | 奴隷船 Slave Ship                                                            | スイフティ                       |                                  |
| 1937   | サラブレッド・ドント・クライ Thoroughbreds Don't Cry                         | ティミー・ドノヴァン             |                                  |
| 1938   | 海国魂 Lord Jeff                                                             | テリー                           |                                  |
| 1938   | 初恋合戦 Love Finds Andy Hardy                                               | アンディ・ハーディ               |                                  |
| 1938   | 少年の町 Boys Town                                                           | ホイッティー・マーシュ           |                                  |
| 1939   | 宿無しハックの冒険 The Adventures of Huckleberry Finn                        | ハックルベリー・フィン           |                                  |
| 1939   | 青春一座 Babes in Arms                                                       | ミッキー・モラン                 | アカデミー主演男優賞候補         |
| 1940   | 若い科学者 Young Tom Edison                                                  | トマス・エジソン                 |                                  |
| 1940   | アンディ・ハーディ・ミーツ・デビュタント Andy Hardy Meets Debutante          | アンディ・ハーディ               |                                  |
| 1940   | ストライク・アップ・ザ・バンド Strike Up the Band                            | ジミー                           |                                  |
| 1941   | 感激の町 Men of Boys Town                                                    | ホイッティー・マーシュ           |                                  |
| 1941   | 二人の青春 Life Begins for Andy Hardy                                        | アンディ・ハーディ               |                                  |
| 1941   | ブロードウェイ Babes on Broadway                                             | トミー・ウィリアムズ             |                                  |
| 1943   | 町の人気者 The Human Comedy                                                  | ホーマー                         | アカデミー主演男優賞候補         |
| 1943   | 万雷の歓呼 Thousands Cheer                                                   | 本人                             |                                  |
| 1943   | ガール・クレイジー Girl Crazy                                                | ダニー・チャーチル・Jr           |                                  |
| 1944   | 青春学園 Andy Hardy's Blonde Trouble                                         | アンディ・ハーディ               |                                  |
| 1944   | 緑園の天使 National Velvet                                                   | マイ・テイラー                   |                                  |
| 1948   | サンマー・ホリデイ Summer Holiday                                            | リチャード・ミラー               |                                  |
| 1948   | ワーズ&ミュージック Words and Music                                          | ロレンツ・ハート                 |                                  |
| 1949   | 大車輪 The Big Wheel                                                         | ビリー・コイ                     |                                  |
| 1950   | 流砂 Quicksand                                                               | ダン                             |                                  |
| 1953   | 腰抜けM・P Off Limits                                                        | ハーバート・タトル               |                                  |
| 1954   | トコリの橋 The Bridges at Toko-Ri                                            | マイク                           |                                  |
| 1955   | 讃美歌と拳銃 The Twinkle in God's Eye                                        |                                  |                                  |
| 1956   | 戦塵 The Bold and the Brave                                                  | ドーリー                         | アカデミー助演男優賞候補         |
| 1957   | 殺し屋ネルソン Baby Face Nelson                                              | ベビーフェイス・ネルソン         |                                  |
| 1959   | 第三独房・地獄の待合室 The Last Mile                                         | キラー・メアーズ                 |                                  |
| 1959   | 私刑(リンチ)街 The Big Operator                                              | リトル・ジョン・ブラウン         |                                  |
| 1961   | でっかい札束 King of the Roaring 20's: The Story of Arnold Rothstein         | ジョニー・バーク                 |                                  |
| 1961   | ティファニーで朝食を Breakfast at Tiffany's                                  | ユニオシ                         |                                  |
| 1962   | 夢の渚 Follow That Dream                                                     | 法廷の男                         |                                  |
| 1963   | おかしなおかしなおかしな世界 It's a Mad Mad Mad Mad World                    | ディング・ベル                   |                                  |
| 1964   | 侵略戦線 The Secret Invasion                                                 | テレンス・スキャンロン           |                                  |
| 1965   | ビキニガール・ハント How to Stuff a Wild Bikini                              | ピーチー・ケイン                 |                                  |
| 1967   | GO!GO!GO!/ゴー!ゴー!ゴー! Easy Come, Easy Go                                 | 酔っぱらい                       |                                  |
| 1969   | 80歩大行進 80 Steps to Jonah                                                 | ウィルフレッド・バッシュフォード |                                  |
| 1971   | 真夜中の喝采 The Manipulator                                                 | B.J. ラング                      |                                  |
| 1972   | 悪の紳士録 Pulp                                                              | プレストン・ギルバート           |                                  |
| 1974   | ザッツ・エンターテインメント That's Entertainment!                           | -                                |                                  |
| 1976   | クレージーボーイ/香港より愛をこめて Bons baisers de Hong Kong                | マーティ                         |                                  |
| 1976   | ボロ・コップ Find the Lady                                                   | トリガー                         |                                  |
| 1976   | ドミノ・ターゲット The Domino Principle                                      | スピヴェンタ                     |                                  |
| 1977   | ピートとドラゴン Pete's Dragon                                               | ランピー                         |                                  |
| 1977   | ラッシー The Magic of Lassie                                                 | ガス                             |                                  |
| 1979   | ワイルド・ブラック/少年の黒い馬 The Black Stallion                           | ヘンリー・デイリー               | アカデミー助演男優賞候補         |
| 1984   | 天使がくれたクリスマス It Came Upon the Midnight Clear                       | マイク・ハリガン                 | テレビ映画                       |
| 1986   | 白馬物語/勝利のゴール Lightning, the White Stallion                          | バーニー・イングラム             |                                  |
| 1988   | ブルー・グラス Bluegrass                                                     | ジョン・ポール・ジョーンズ       | テレビ映画                       |
| 1989   | エリック・ザ・バイキング/バルハラへの航海 Erik the Viking                    | エリックの祖父                   |                                  |
| 1992   | レディ・スコルピオン Sweet Justice                                           | ゼキ                             |                                  |
| 1992   | マックス・フォース Maximum Force                                             | 警察署長                         | クレジットなし                   |
| 1993   | ザッツ・エンターテインメント PART3 That's Entertainment! III                 | -                                |                                  |
| 1994   | フルハウス FULL HOUSE                                                        | ドレクホーン                     | テレビドラマ 1話のみのゲスト出演 |
| 1998   | 夢の旅路 Animals with the Tollkeeper                                         | トールキーパー                   |                                  |
| 1998   | ベイブ/都会へ行く Babe: Pig in the City                                      | ファグリー・フルーム             |                                  |
| 2000   | シアターの怪人 Phantom of the Megaplex                                       | ムーヴィー・メイソン             | テレビ映画                       |
| 2006   | ナイト ミュージアム Night at the Museum                                      | ガス                             |                                  |
| 2011   | ザ・マペッツ The Muppets                                                     |                                  |                                  |
| 2014   | ナイト ミュージアム/エジプト王の秘密 Night at the Museum: Secret of the Tomb | ガス                             |                                  |

### 舞台
- 1935: 夏の夜の夢 A Midsummer Night's Dream
- 1951: 底抜け艦隊 Sailor Beware
- 1963: 愛のトンネル The Tunnel of Love
- 1965: ローマで起こった奇妙な出来事 A Funny Thing Happened on the Way to the Forum
- 1967: おかしな二人 The Odd Couple
- 1969–70: George M!
- 1971: Three Goats and a Blanket
- 1971: Hide and Seek
- 1971: W.C. (closed on the road)
- 1972–74: See How They Run
- 1973: A Midsummer Night's Dream
- 1975: Goodnight Ladies
- 1975: お熱いのがお好き Sugar
- 1976: Alimony
- 1979–82, 1983–88: Sugar Babies
- 1983: ショウボート :Show Boat
- 1986: The Laugh's On Me
- 1987: A Funny Thing Happened on the Way to the Forum
- 1989: Two for the Show
- 1990: サンシャイン・ボーイズ The Sunshine Boys
- 1991–93: ウィル・ロジャース・フォーリーズ The Will Rogers Follies
- 1993: Lend Me a Tenor
- 1994: The Mind with the Naughty Man
- 1995: クレイジー・フォー・ユー Crazy for You
- 1997–99: オズの魔法使い The Wizard of Oz
- 2000: Hollywood Goes Classical
- 2003: Singular Sensations
- 2000–11: Let's Put On A Show

## 受賞歴
- 1939年 アカデミー特別賞
- 1982年 エミー賞主演男優賞（ミニシリーズ/テレビ映画部門）
- 1983年 アカデミー名誉賞